# Палац графині Дзембовської (Кременець)
Палац графині Дзембовської — історична будівля, пам'ятка архітектури місцевого значення (охоронний номер 56-м) у місті Кременці Тернопільської области.

## Історія та відомості
Збудований у першій половині XVIII століття архітектором Ю. Ґофманом у неокласичному стилі з елементами класичної неоготики.
У 1809 році англійський садівник Діонісій Міклер заклав навколо нього чудовий парк.
До 1903 року палац мала кілька власників. Починаючи з 1990-х років в ньому розташовувалося комерційне училище, гімназія, агрошкола і технікум, нині — функціонує загальноосвітня школа.